# 美国文学
美国文学（英語： 或 ）是指在美利坚合众国以及其前身英国殖民地中创作或产生的文学。美国的文学传统是英语文学更广泛传统的一部分，但也包括以北美语言中非英语写成的文学作品。
美国独立战争时期（1775年至1783年）以本杰明·富兰克林、亚历山大·汉密尔顿、托马斯·潘恩和托马斯·杰斐逊的政治著作而著称。早期小说作品包括威廉·希尔·布朗于1791年出版的《同情的力量》。作家兼评论家约翰·尼尔在19世纪早中期通过批评如华盛顿·欧文等模仿英国作家的前辈，并影响了如埃德加·爱伦·坡这样的作家（后者将美国诗歌和短篇小说引向新的方向），推动了美国文学和文化的独立发展。 拉尔夫·瓦尔多·爱默生开创了有深远影响的超验主义运动；《瓦尔登湖》作者亨利·戴维·梭罗便受此运动影响。围绕废奴主义的社会冲突激发了如哈丽雅特·比彻·斯托等作家，以及撰写奴隶叙事的作家（如弗雷德里克·道格拉斯）的创作。纳撒尼尔·霍桑的《红字》（1850年）和赫尔曼·梅尔维尔的《白鲸》（1851年）皆揭示了美国历史的阴暗面。19世纪的重要美国诗人包括沃尔特·惠特曼、梅尔维尔与艾米莉·狄金森。马克·吐温是首位出生于美国西部的重要作家。亨利·詹姆斯凭借《贵妇画像》（1881年）等小说获得国际声誉。
第一次世界大战之后，现代主义文学拒绝了19世纪的文体与价值观。F·斯科特·菲茨杰拉德描绘了1920年代的轻狂气氛，而约翰·多斯·帕索斯、欧内斯特·海明威（以《太阳照常升起》《永别了，武器》成名）和威廉·福克纳则采用了实验性叙事风格。美国现代主义诗人流派广泛多样，包括华莱士·史蒂文斯、T·S·艾略特、罗伯特·弗罗斯特、埃兹拉·庞德与E·E·卡明斯。大萧条时期的作家有约翰·斯坦贝克，其代表作包括《愤怒的葡萄》（1939年）和《人鼠之间》（1937年）。美国参与第二次世界大战催生了如诺曼·梅勒的《裸者与死者》（1948年）、约瑟夫·海勒的《第22条军规》（1961年）和科特·冯内古特的《第五号屠宰场》（1969年）等作品。该时期的重要剧作家包括尤金·奥尼尔，他获得了诺贝尔文学奖。20世纪中期，美国戏剧由田纳西·威廉斯与阿瑟·米勒主导发展。音乐剧也在这一时期尤为重要。
进入20世纪末与21世纪初，移民、族裔和LGBT作家，以及用非英语创作的文学作品，获得了更多大众与学界的认可。 在这一领域的先驱包括：LGBT作家迈克尔·康宁汉，亚裔美国作家如汤亭亭和王俊奥，以及非裔美国作家如拉尔夫·埃里森、詹姆斯·鲍德温和托妮·莫里森。2016年，民谣摇滚歌手鲍勃·迪伦获得了诺贝尔文学奖。

## 殖民地时期

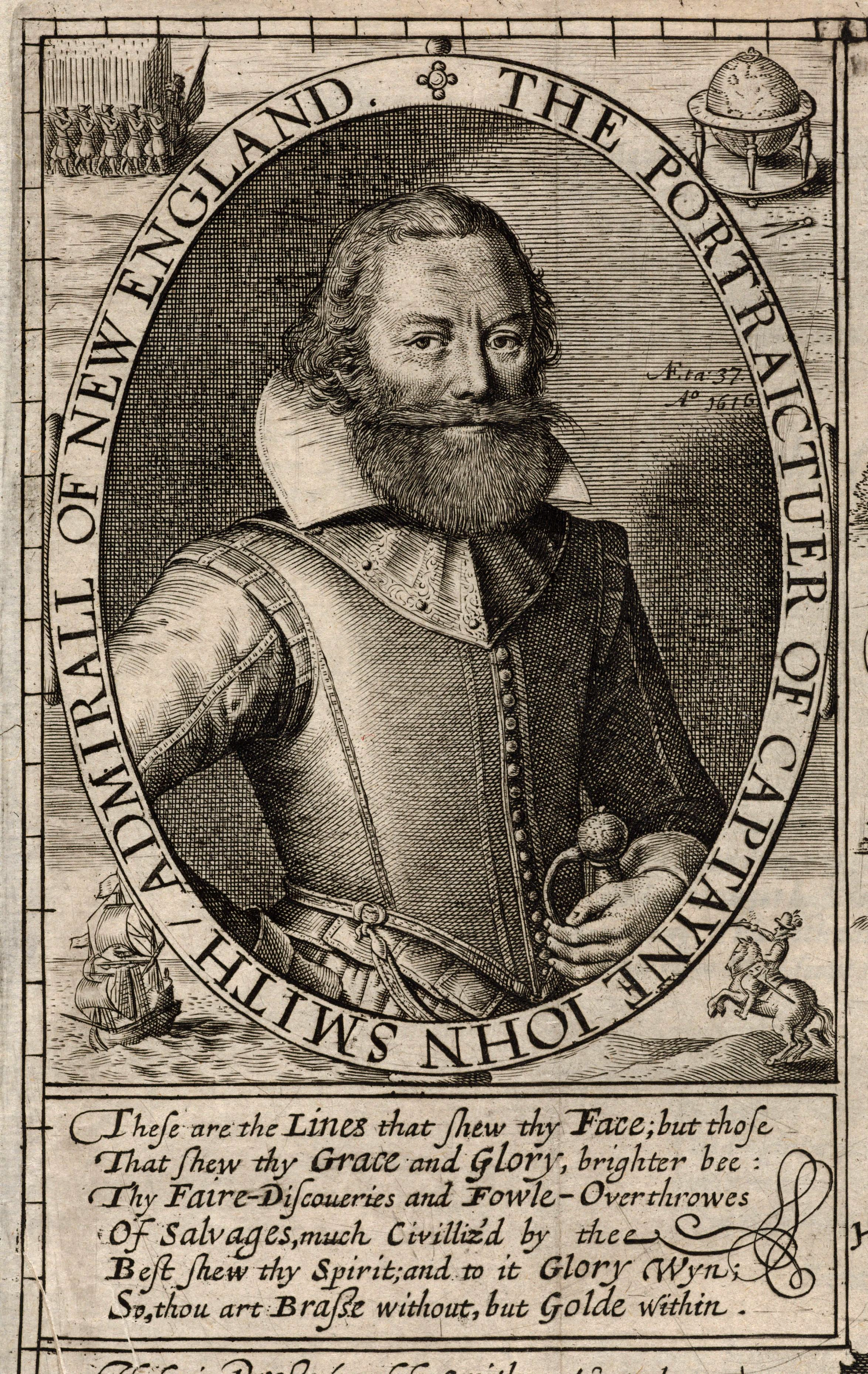
约翰·史密斯船长1608年所著的《关于弗吉尼亚发生的真实事件和事故的记述》可被视为美国首部文学作品。

十三殖民地长期被视为早期美国文学的中心。然而，北美的欧洲人殖民定居点早在此之前就已在其他地区建立。 在宾夕法尼亚印刷的第一本书是德语作品，也是美国独立战争前在殖民地印刷的最大部头图书。 在如今属于美国的领土上，西班牙语与法语拥有最为强大的殖民文学传统。此外，北美大陆上多种美洲原住民部族之间也存在丰富的口述文学传统。
然而，随着英国人在北美开始殖民，英语在大陆上取得立足点，并随着英国政治影响力的扩大与不列颠群岛移民的持续而传播开来。这一过程包括1664年英国占领荷兰殖民地新阿姆斯特丹，将其更名为纽约，并将行政语言由荷兰语改为英语。
1696至1700年间，美洲殖民地主要印刷所总共仅发行约250种出版物。相比当时伦敦的印刷产出，这一数量相当有限。但伦敦的出版商亦曾出版新英格兰作家的作品，因此美国文学的整体产量实际上大于北美本地的出版量。值得注意的是，美洲殖民地的印刷业发展时间早于英格兰本土大多数地区。当时英格兰实施严格的法律，仅允许在伦敦、约克、牛津与剑桥这四个受政府监管的城市进行印刷活动。由于这一限制，北美殖民地实际上比英格兰地方社会更早进入“现代世界”。
当时的部分美国文学作品包括面向欧洲与殖民地读者推介新大陆好处的小册子与记述。约翰·史密斯船长可被视为首位美国作家，其作品包括1608年出版的《关于弗吉尼亚发生的真实事件和事故的记述》与1624年的《弗吉尼亚、新英格兰与夏日群岛通史》。其他此类作家包括丹尼尔·丹顿、托马斯·阿什、威廉·佩恩、乔治·珀西、威廉·斯特雷奇、丹尼尔·考克斯、加布里埃尔·托马斯与约翰·劳森。

### 早期散文主题

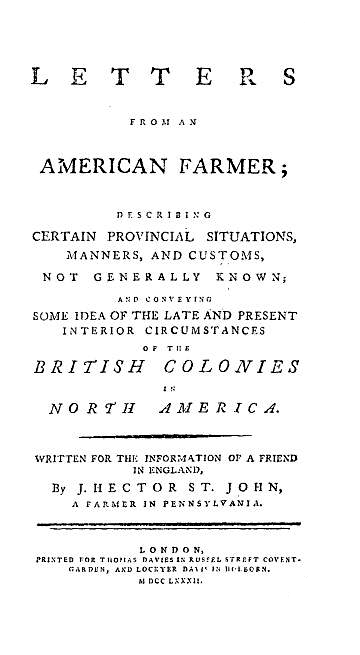
《一个美国农夫的信件》是美国文学正典中最早的一部作品，对后世有深远影响。

促使移民定居美洲的宗教争论，是早期美国文学的重要主题。约翰·温斯罗普的《新英格兰史》是一部关于马萨诸塞湾殖民地宗教基础的日记。爱德华·温斯洛也记录了《五月花号》抵达后的最初几年。《基督徒仁爱模型》是马萨诸塞首任总督约翰·温斯罗普于1630年在旗舰阿贝拉号上传讲的布道文，描绘了他与清教徒理想的“清教乌托邦”。其他宗教作家包括英克里斯·马瑟与威廉·布拉德福德，后者所著日记后以《普利茅斯开拓史（1620–47）》出版。罗杰·威廉姆斯与内森奈尔·沃德更为激烈地主张政教分离；托马斯·莫顿则无意教会事务，他的《新英格兰迦南》讽刺清教徒并称当地美洲原住民比他们更具美德。
其他后期作品则描述与印第安人的冲突与互动，如丹尼尔·古金、亚历山大·惠特克、约翰·梅森、本杰明·丘奇、丹尼尔·J·谭的作品。约翰·艾略特在1663年将《圣经》翻译为阿尔冈昆语版本（Mamusse Wunneetupanatamwe Up-Biblum God），这是西半球第一部完整出版的《圣经》；斯蒂芬·戴伊在殖民地的第一台印刷机上印制了1000册。
新英格兰第二代殖民者中，科顿·马瑟是杰出的神学家与历史学家，他以宗教视角书写殖民地历史，并将清教领袖比作基督信仰的英雄人物。他的代表作包括《美洲基督伟业》（Magnalia Christi Americana, 1702）、《隐形世界的奇迹》与《美国圣经注解集》。
乔纳森·爱德华兹与乔治·怀特菲尔德是18世纪初宗教复兴运动“第一次大觉醒”的代表人物，强调加尔文主义思想。其他清教徒作家包括托马斯·胡克、托马斯·谢泼德、约翰·怀斯与塞缪尔·威拉德。相对宽松的作家如塞缪尔·休厄尔（以日记记录17世纪晚期的日常生活），以及莎拉·肯布尔·奈特（也以其日记闻名）。
除了新英格兰，殖民地的南部也出现了文学发展。威廉·伯德二世是南方种植园主，其日记与《分界线历史》（1728年）记述了弗吉尼亚与北卡罗来纳间的沼泽勘测，同时评论印第安人与白人殖民者的文化差异。 在类似著作《穿越南北卡、乔治亚、东西佛罗里达之旅》中，威廉·巴特拉姆描绘了南部风景与部族生活，该书在欧洲广为流传，被译为德语、法语与荷兰语。
随着殖民地迈向独立，法国移民赫克托·圣约翰·克雷沃克尔的《一个美国农夫的信件》（1782年）成为关于美国文化与身份的关键文献，提出“什么是美国人”这一问题。他一方面赞美新社会中的机会与和平，另一方面也指出农人生活必须在城市压迫与边疆无序之间挣扎求存。
这一时期亦见非裔美国文学的起始，包括诗人菲莉斯·惠特利与奥劳达·艾奎亚诺的奴隶叙述《奥劳达·艾奎亚诺生平趣闻》（1789年）。同时，美洲原住民文学也开始发展，如萨姆森·奥克姆出版的布道文《摩西·保罗行刑布道》与赞美诗集《圣歌与灵歌集》，后者被称为“首部印第安畅销书”。

### 革命时期

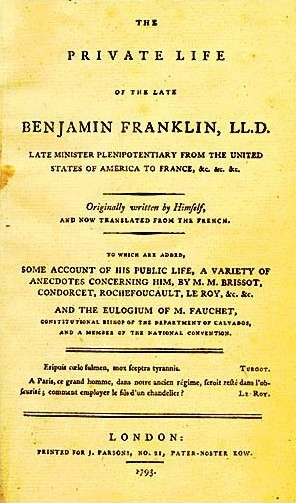
《本杰明·富兰克林自传》（1793年）

革命时期也产生了大量政治作品，包括殖民者塞缪尔·亚当斯、小乔赛亚·昆西、约翰·迪金森与约瑟夫·加洛韦（王党派）。两位关键人物是本杰明·富兰克林与托马斯·潘恩。富兰克林的《穷理查年鉴》与《本杰明·富兰克林自传》因其机智与对美国认同形成的影响而被推崇。潘恩的小册子《常识》与《美国危机》系列被认为在政治语调上影响深远。
美国独立战争期间，诗歌与歌曲（如《内森·黑尔》）广为流行。主要讽刺作家包括约翰·特朗布尔与弗朗西斯·霍普金森。菲利普·弗雷诺也创作了关于战争的诗篇。
18世纪的文学由早期温斯罗普与布拉德福德的清教主义逐渐转向启蒙时代的理性观念。过去认为自然现象是上帝讯号的观念，已无法满足逐渐人本主义的文化氛围。许多知识分子相信人类理性可以透过物理法则理解宇宙，例如艾萨克·牛顿的理论。科顿·马瑟便是其中之一。北美第一本宣扬牛顿与自然神学的著作是马瑟1721年的《基督教哲学家》。18世纪的科学、经济、社会与哲学变革（即“美国启蒙运动”）动摇了神职人员与经典的权威，为民主原则开辟了道路。人口增长也带来了宗教与政治观点的多样性，反映在当时文学中。1670年殖民地总人口约11.1万，30年后超过25万，1760年已达160万。 社区增长与社交生活推动人们更加关注个人成长与集体经验，在富兰克林《自传》的流行中可见一斑。
甚至早于富兰克林，卡德瓦勒德·科尔登（1689–1776）于1727年出版《五个印第安部族史》，是关于易洛魁联盟最早的文献之一。 他还撰写植物学书籍，获得林奈注意，并与富兰克林保持长期通信。

## 独立前后

### 政治文本

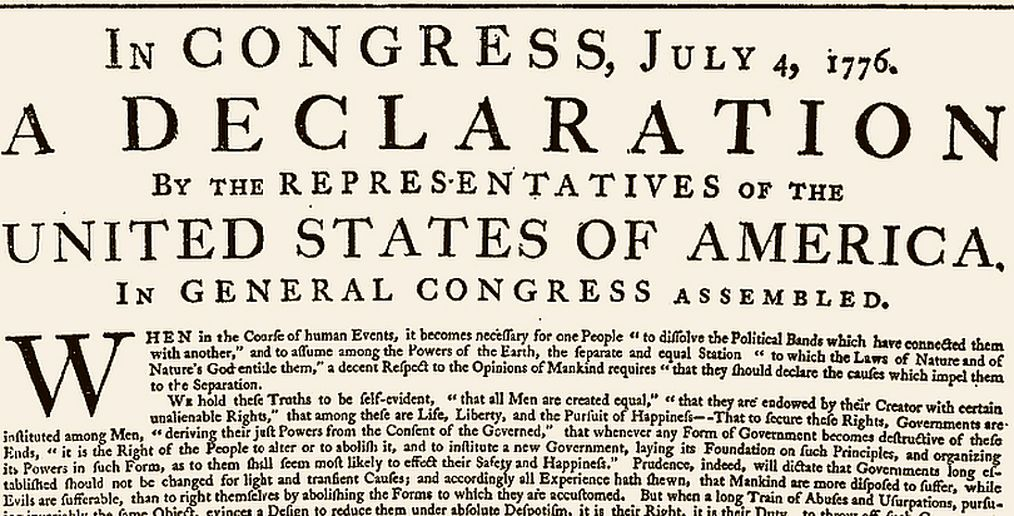
《独立宣言》原始印刷版本的开头，由杰斐逊监督印制于1776年7月4日。

在战后时期，托马斯·杰斐逊通过起草《美国独立宣言》、对《美国宪法》的影响、其自传、著作《弗吉尼亚笔记》（Notes on the State of Virginia）以及大量书信，确立了他在美国文学中的地位。亚历山大·汉密尔顿、詹姆斯·麦迪逊和约翰·杰伊撰写的《联邦党人文集》为美国政府体制与共和价值提供了重要的历史论述。费舍尔·阿姆斯、小詹姆斯·奥蒂斯与帕特里克·亨利也因其政治著作与演说而受到重视。
早期美国文学在现有文学体裁中努力寻找自身独特声音，这种倾向也体现在小说领域。欧洲风格常被模仿，但批评家通常认为这些仿作质量较低。

### 第一部美国小说
18世纪末至19世纪初，第一批美国小说出版。这些小说篇幅过长，不适合公众现场朗读。出版商冒险出版这些作品，希望它们能持续畅销并多次重印。由于当时男女识字率不断提高，这一策略最终获得成功。美国最早的小说包括托马斯·阿特伍德·迪格斯1775年在伦敦出版的《阿隆索历险记》（Adventures of Alonso），以及威廉·希尔·布朗1789年出版的《同情的力量》。布朗的小说讲述了一对不知彼此为兄妹而相恋的男女的悲剧爱情故事。
在接下来的十年里，几位重要女性作家也出版了小说。苏珊娜·罗森最知名的小说是1791年在伦敦出版的《夏洛特：一个真实的故事》（Charlotte: A Tale of Truth）。该书于1794年在费城以《夏洛特·坦普尔》为名重新出版。该书是一则第三人称叙述的诱奸故事，劝诫读者不要听信爱情之声，应学会抵抗诱惑。她还创作了九部小说、六部戏剧、两本诗集、六部教科书以及无数歌曲。 《夏洛特·坦普尔》在一个半世纪内售出超过150万册，是19世纪最畅销作品，直到《汤姆叔叔的小屋》问世。尽管罗森在当时极为流行，并常被视为美国早期小说发展史上的重要人物，《夏洛特·坦普尔》仍常因其情感主义倾向而受到批评。
汉娜·韦伯斯特·福斯特于1797年出版了小说《风流女子，或伊丽莎·沃顿的故事》（The Coquette: Or, the History of Eliza Wharton），极为畅销。该书以福斯特视角叙述，改编自伊丽莎·惠特曼的真实生活：一位女子被诱惑并被抛弃。她是位“风流女子”，周旋于一位提供安稳家庭生活的牧师与一位知名花花公子之间，最终在两人均另娶后孑然一身。她屈从于那位花花公子的诱惑，在一家旅馆诞下死胎私生子。《风流女子》因揭示当时社会对女性身份认同的矛盾而获赞，但也被批评为削弱了对女性从属地位的抗议。

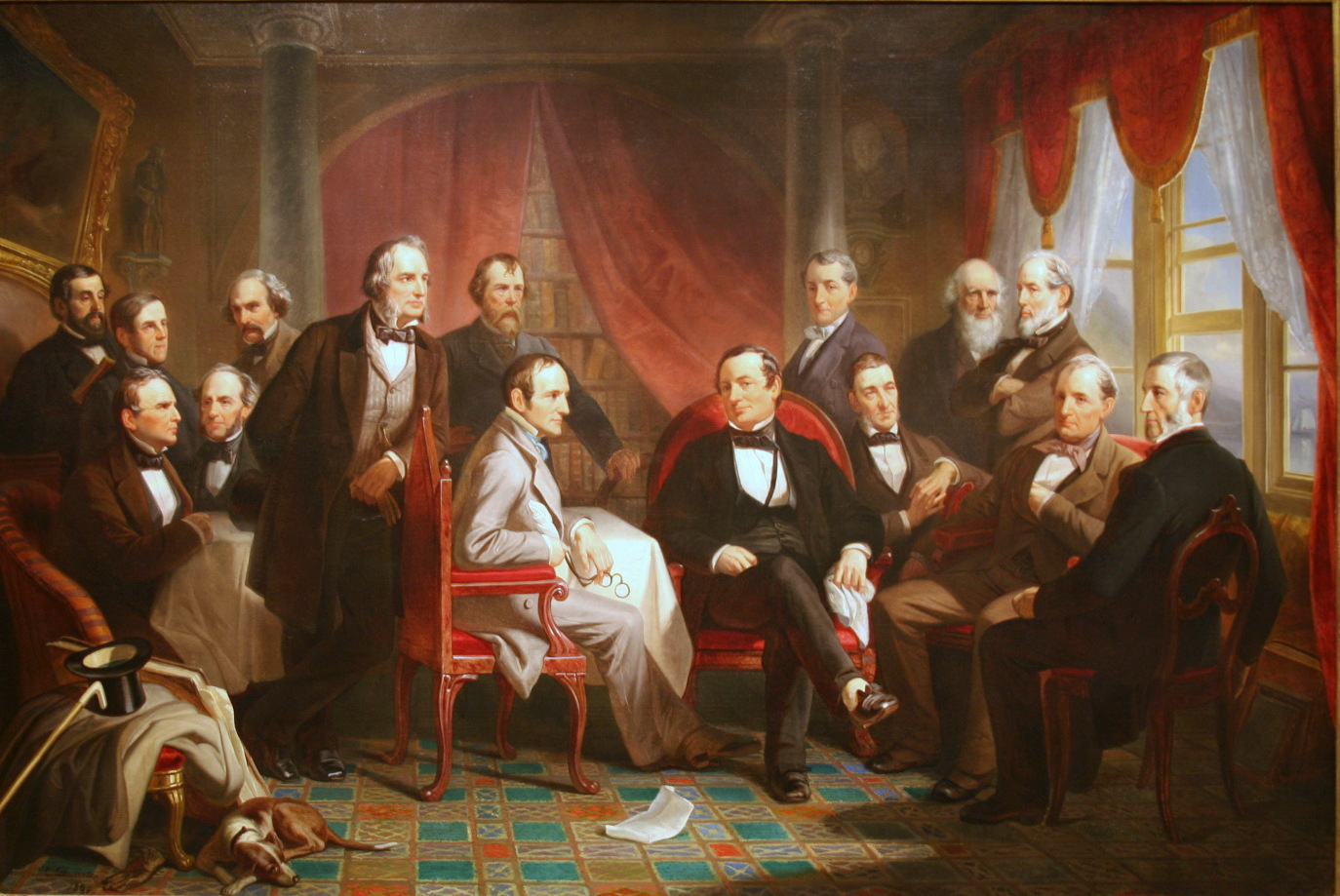
华盛顿·欧文与其文友在阳光庄园

《风流女子》与《夏洛特·坦普尔》都涉及女性在新民主制度下追求平等生活权利。这些作品属于“感伤小说”流派，特征是过度表现情感、呼唤理性对抗激情的误导，并强调人性的基本善良。感伤主义常被视为对加尔文主义“人性堕落”观念的反动。 尽管许多小说很受欢迎，当时的出版经济结构并不支持作家靠写作为生。
查尔斯·布罗克登·布朗是最早其作品至今仍被阅读的美国小说家。他于1798年出版了《威兰》，1799年出版了《奥蒙德》、《埃德加·亨特利》与《亚瑟·默文》。这些小说属于哥特小说流派。
第一位能够靠出版收入维持生计的美国作家是华盛顿·欧文。他1809年完成首部重要作品《《从世界之初至荷兰王朝末期的纽约史》》。

## 19世纪

### 文学奠基
1837年，年轻的作家納撒尼爾·霍桑（1804-1864）将他的一些短篇小说集结成册出版，名为《重讲一遍的故事》。这是一部包含了丰富的象征主义及神秘主义元素的作品。后来，霍桑又开始写作长篇的传奇小说、类寓言小说，他的本土小说《新英格兰》以人类的内疚、荣耀和情感上的压抑为主题。霍桑的代表作是《红字》，讲述一个因通奸行为而被驱逐出社区的女人的故事。
霍桑的小说创作对他的朋友，作家赫爾曼·梅爾維爾（1819-1891）产生了深远的影响。赫爾曼·梅爾維爾以自己早期的水手经历为蓝本创作了许多富有异国情调的小说。在霍桑的影响下，梅尔维尔的小说中也融入了很多哲学上的思索。在其代表作《白鲸記》中，作家通过对一场惊心动魄的捕鲸历程的描述，表达了对人类痴迷状态、人性中罪恶成分以及人类如何战胜这些天性的思索。在他的另一部短篇杰作《比利·巴德》中，梅爾維爾则戏剧性的描写了战争时期一艘船上人们责任和同情心的主题。梅爾維爾的那些涵义深远的杰作销量少得可怜，而梅爾維爾本人在有生之年也没有获得应有的声誉。直到20世纪初期他的作品才重新被人发掘并被给予公正的评价。
19世纪上半叶在小说和诗歌创作领域取得显著成就的作家是艾德加·爱伦·坡（1809-1849），他于1835年开始短篇小说的创作，其作品包括《红死病》、《陷坑与钟摆》、《颓败之屋》和《莫尔格街凶杀案》。他的创作触及了前人很少涉及的心理学领域，并且将神秘、幻想等元素融入小说创作之中。

### 浪漫主义
1836年，曾经做过联邦政府部长的拉爾夫·沃爾多·愛默生（1803-1882）出版了一部散文作品《自然》，主张人类可以通过学习和研究自然世界来代替笃信宗教或试图达到某种玄妙的精神境界。他的思想不仅仅影响了那个时代的作家，以致于形成了一股“先验论”的文学思潮，而且还通过他本人大量的演说而影响了公众。
除爱默生外，最具天赋的先验论思想家是亨利·大卫·梭罗（1817-1862），他是一位坚定的新教徒。梭罗曾独自一人在一片密林环绕的湖畔小木屋中独居了两年，并完成了《瓦尔登湖》。那是一本论文集，主要思想是反对无所不在的、组织严密的社会对人性的束缚。梭罗激进的思想对后世美国小说中人物的个人主义特性产生了深远的影响。

### 现实主义
马克·吐温（原名为塞缪尔·克莱门斯，1835-1910）是美国第一位生于美国边境密苏里州而非东海岸的重要作家。他的代表作包括论文集《密西西比河上》以及小说《頑童流浪記》。马克·吐温的风格受新闻学影响很大，尽管根植于美国本土，语言质朴，却也具备很多发人深省的幽默元素。这在一定程度上影响了美国的文学创作语言。他笔下的人物的言谈往往非常生活化，十足的“美国味”，并且使用方言、新生词汇和地方口音。
亨利·詹姆斯（1843-1916）的作品关注所谓的新旧世界（指欧洲和美国）的差异。尽管他出生于纽约，却在英国度过了一生的大部分光阴。他的很多小说都关注那些旅居欧洲的美国人。詹姆斯的作品往往使用结构复杂、风格高雅的语汇，注重描写情感上的细微变化，这使得他的作品显得晦涩难懂。相对而言，他有两部作品比较容易读懂，分别是《黛茜·米勒》和《碧盧冤孽》。前者描写一个迷人的美国女子在欧洲的生活，后者则是一个灵异故事。

### 抒情诗
19世纪美国两位最伟大的诗人彼此的性情和风格都截然不同。沃尔特·惠特曼（1819-1892）曾经做过工人、旅行家，而且在南北战争中志愿做过护士。他是一位诗歌的革新者。他在篇幅浩大的诗集《草叶集》以无拘无束的诗体和长短不一的诗句来象征美国无所不在的民主精神。诗人将自己生命的历程和美国一代人的生命历程视为一体，努力使自己不要变成一个粗鲁的以自我为中心的人。例如，在《草叶集》中收录的重要作品《我自己的歌》裡，惠特曼如此写道：“这就是那些不同年龄、不同处所的人们的思想/ 我对他们并不陌生”。
惠特曼也是一位关注人的实质而非精神的诗人。英国小说家D·H·劳伦斯在研究美国经典文学的时候，曾经如此评价惠特曼：“他是第一位向‘人类的灵魂高于肉体’的陈词滥调开炮的人”。
和惠特曼不同，埃米莉·迪更生（1830-1886）是一位独居在马萨诸塞小镇的上流社会的未婚女子。她的诗作充满灵性和智慧，结构精巧，深入心灵。她的作品和当时的美国社会格格不入，只有很少的一部分得以出版。
埃米莉·迪更生的很多诗作都以死亡为主题，并带有揶揄的意味。她的一首诗这样开头：“由于我无法逃避死亡/ 死亡却对我望而却步了”。她的另外一首诗作则戏谑自己一样的女子在男权社会中的地位，她这样写道：“我是一个不存在的人/ 你呢？/你也是个不存在的人么？”

### 其他作品
在流浪小说（picaresque）方面，休·亨利·布拉肯里奇于1792–1815年发表《现代骑士》（Modern Chivalry）；塔比莎·吉尔曼·坦尼于1801年创作了《女性堂吉诃德》（Female Quixotism）；罗亚尔·泰勒于1797年出版了《阿尔及利俘虏》（The Algerine Captive）。
其他值得注意的作家包括：威廉·吉尔摩·西姆斯，其作品包括1833年的《马丁·法伯》，1834年的《盖伊·里弗斯》与1835年的《亚马斯族人》；莉迪亚·玛丽亚·柴尔德于1824年写下《霍博莫克》，1825年出版《叛乱者》；约翰·尼尔的作品包括《冷静点》（1817年）、《洛根》（1822年）、《七六年》（1823年）、《伦道夫》（1823年）、《错误录》（1823年）、《乔纳森兄弟》（1825年）以及首部以塞勒姆女巫审判为题材的小说《雷切尔·戴尔》（1828年）；凯瑟琳·玛丽亚·塞奇威克的作品包括《新英格兰故事》（1822年）、《红木》（1824年）、《霍普·莱斯利》（1827年）、《林伍德家族》（1835年）；詹姆斯·柯克·波尔丁写有《西部之狮》（1830年）、《荷兰人壁炉旁》（1831年）与《向西进发！》（1832年）；穆斯林奴隶奥马尔·伊本·赛义德于1831年在阿拉伯语中写下自传，是早期非裔美国文学的代表之一。 罗伯特·蒙哥马利·伯德的作品有《卡拉瓦尔》（1834年）与《林中之尼克》（1837年）；詹姆斯·费尼莫尔·库珀则以1826年的《最后的莫希干人》最为人知。 乔治·塔克于1824年创作了首部以弗吉尼亚殖民生活为题的小说《谢南多厄谷》，并在1827年出版早期科幻小说之一：《登月之旅》。

## 20世纪

### 镀金时代
在20世纪初期，美国的小说家们将观察的触角深入更加广泛的社会领域，同时关注上流社会和社会底层人们的生活。伊迪丝·华顿（1862年-1937年）的小说反映上流社会的生活，而她本人就生于美国东海岸富裕的地区。她的杰作之一《纯真年代》描写了一个男人徘徊于两个风格截然不同的女人之间，却最终选择了那个传统的、被上流社会所能接受的女人的故事。和她同时代的斯蒂芬·克莱恩（1871-1900）最著名的作品是关于南北战争的小说《红色英勇勋章》。克莱恩在他的《街头女郎梅季》中描写纽约妓女的生活。西奧多·德萊賽（1871-1945）在他的小说《嘉丽妹妹》中讲述了一个乡村少女来到大都市芝加哥，并成为一个有钱人姘妇的故事。
作家们在文学风格和形式做出了许多可贵的尝试，并终于导致创作主题彻底的从传统的束缚中解放出来。彼时正流亡法国巴黎的作家格特鲁德·斯泰因（1874-1946）出版小说《三个人生》。这是一部具有实验性质的创作，其中融入了作家所熟悉的立体主义、爵士乐以及其他现代艺术思潮等元素。
20世纪20年代美国的戏剧也得到了极大的发展。美国第一位伟大的剧作家是尤金·奥尼尔（1888-1953），他于1936年获得诺贝尔文学奖。奥尼尔的剧作在古典神话、圣经以及现代心理学等领域取材，直白的描写性和家庭争端问题，但他最大的成就还是在于人们对自己身份认同问题的探索。他最杰出的作品之一《長夜漫漫路迢迢》是一部规模很小，主题却很深刻的悲剧，以作家自己的家庭生活为蓝本。
这个时代的另一位美国本土的剧作家是田纳西·威廉斯（1911-1983）。他来自美国南部，热衷于以自己的家乡为故事的背景。他的剧作通常十分诗化且煽情，经常以一个情感细腻的女子被困于一个蛮荒的环境为主题。他的一些剧作还被改编成了电影，包括《欲望号街车》和《朱门巧妇》。

### 大萧条和迷惘的一代
诗人艾兹拉·庞德（1885-1972）生于爱达荷州，却在欧洲度过了一生的大部分光阴。他的作品体系复杂，晦涩难懂，经常在文学中融入其他艺术样式的元素，并在东西方文学中广泛汲取养分。他对许多诗人都产生了影响，最著名的就是英裔美籍作家，托馬斯·斯特爾那斯·艾略特（1888年-1965年）。艾略特的诗作以玄奥著称，融入了许多象征性的元素。在其代表作《荒原》中，诗人通过描写一系列支离破碎、气氛可怖的图景，表现第一次世界大战后充满敌视和偏见的社会。艾略特的诗歌和庞德的诗歌一样晦涩难懂。《荒原》的一些版本甚至需要诗人自己作大量的脚注，才能让读者大致读懂。艾略特于1948年获得诺贝尔文学奖。
美国的作家们也喜爱选择战后世界的觉醒与幻灭作为题材。費滋傑羅（1896-1940）的小说创作生动的描述了20年代美国社会躁动不安却又无比沉闷的氛围。費滋傑羅最热衷于表现美国年轻人在一次次的失败和沮丧中融入社会的过程，代表作品是《大亨小傳》(喬志高譯)。
欧内斯特·海明威（1899-1961）曾在一战期间从事过救护车司机的角色，亲眼目睹了死亡和暴力的惨烈。战场上惨绝人寰的屠杀行径使得他痛恨抽象、空洞的文学语言，认为这样的语言只能粉饰太平，误导读者。于是他在自己的作品中大量删除可有可无的语汇，语言洗练简洁，直接切入主题。他赋予自己的作品以道德约束，并颂扬那些在重压之下的勇敢者。他小说中的主角通常是强壮、沉默却不懂得取悦女人的男人。《太阳照样升起》和《永别了，武器》是海明威最出色的作品。1954年，海明威获得诺贝尔文学奖。
約翰·史坦貝克（1902-1968）出生于加利福尼亚州，他的很多小说便以故乡作为背景。史坦貝克的小说风格简练，能够引发人们的思考。这为他的作品赢得了广大的读者，却无法讨得文学评论家的欢心。史坦貝克经常描写贫穷的工人阶层的生活，以及他们如何反抗自己的命运的过程，被认为是那个时代最具社会意识的作家。他的代表作是《愤怒的葡萄》，讲述了贫穷的裘德一家从俄克拉荷马州千里迢迢的迁徙至加利福尼亚，寻求幸福生活的故事。他的其他作品还包括《煎饼坪》、《人鼠之間》、《罐头厂街》以及《伊甸园东》。于1962年获得诺贝尔文学奖。

### 南方的声音
在海明威获得诺贝尔文学奖前五年，已有一位美国作家获得这一殊荣，那就是威廉·福克納（1897-1962）。福克纳以密西西比河畔一个名为“约克纳帕塔瓦”的虚构的地方为背景创作了一系列作品。他以看似未经修饰的人物的思维轨迹为线索来叙事，以此来揭示人物最真实的内心世界。这一技巧在文学史上被称为“意识流”。作家还经常打乱时间顺序来叙事，用以揭示过去和现实之间的联系。他最优秀的作品包括《喧哗与骚动》、《押沙龙，押沙龙！》、《去吧，摩西》等。
福克纳是美国南部文学崛起的一个代表人物。南部文学的代表作家还包括楚門·柯波帝（1924-1984）和弗兰纳里·奥康纳（1925-1964）。尽管柯波帝的创作领域包括长短篇小说以及散文，他最杰出的作品却是纪实文学《冷血》。这部作品记录的是一宗真实的连环杀人案，体现了一位小说家高超的心理分析技巧和优美的文风的绝佳结合。其他擅长写纪实文学的作家还包括诺曼·梅勒（1923-）和汤姆·沃尔夫（1931-）。前者在《五角大楼》一文中描写了一场反战大游行，而后者的《太空先锋》则真实的记录了美国宇航员的生活。汤姆·沃尔夫是美国新新闻主义的代表人物。
弗兰纳里·奥康纳是虔诚的天主教徒，因此她能够以旁观者的冷峻目光观察她的家乡——新教传统根深蒂固的美国南部社会。她笔下的人物多半是正统的新教徒，同时迷恋上帝与魔鬼。她以其悲喜剧风格的短篇小说而著称。

### 战后文学和垮掉的一代
50年代，美国的西海岸出现了一群被稱为“垮掉的一代”的作家和艺术家。这些人热衷于爵士乐，认为战后的社会已经疲惫不堪，主张人们应该在毒品、酒精和东方的神话传说中寻求更多新鲜的体验。作家威廉.巴勒斯 William S. Burroughs(1914~1997)的作品《裸體午餐》充分描繪反資本主義及奠定同志文學的基礎與開端。诗人艾伦·金斯堡（1926年-1997年）在其作品Howl《嚎叫》中奠定了这一流派反抗社会和追求视觉迷幻的风格。这部作品以惠特曼风格的句式开头：“我亲眼看到我们这一代最美好的心灵被疯狂所毁灭……”。杰克·克鲁亚克（1922年-1969年）在他插话式风格的小说《在路上》中为“垮掉的一代”纵情享乐的生活方式大唱赞歌。

## 后现代主义文学
以下一些作家的作品可以勾画出美国后现代主义文学的大致轮廓：托马斯·品钦、威廉·加迪斯、罗伯特·库维尔、威廉·H·加斯、约翰·巴斯、雷蒙德·费德曼、唐·德里罗。这些作家共同的特点在于：主张每个具体的“文化结构”都应该服从一个范围更庞大的叙事结构，因此没有任何一种结构是完美的；理想的叙事结构是人们所无法预知的；知识具有无法改变的不确定性。所有这些思想导致“类型之类型”理论的诞生，以及《芬尼根的守灵夜》式的结构迷阵。
由于后现代主义文学的理论仍在建构之中，目前学术界还无法为这一流派的作家和作品下一个客观的评述和结论。人文主义与解构主义，整合与分裂，单一和多元，究竟孰优孰劣，目前尚无法判断。而实际上，这也是托马斯·品钦、雷蒙德·费德曼、奥斯瓦德·维纳、汉斯·沃尔什朗格、雅克·德里达、詹姆斯·乔伊斯、阿诺·史密特、弗拉基米尔·索罗金等后现代主义作家的初衷。

## 少数族裔

### 黑人文学
20年代，位于纽约曼哈顿哈莱姆区的黑人艺术家社区逐渐崛起，发动了“哈莱姆文艺复兴”运动。在这场文艺运动中产生了诸如朗斯頓·休斯（1902年-1967年）、康蒂·库仑（1903年-1946年）以及克劳德·麦凯（1889年-1948年）等极具天赋的诗人。小说家佐拉·尼尔·赫斯顿（1903年-1960年）将传统的小说叙事与非裔美国人的口头传播的传说和历史结合起来，并且融入了人类学元素。她在小说《凝望上帝》中描写一个非裔美国女人的生活和婚姻。她的创作影响了后来的黑人女性文学。
第二次世界大战之后，对文学形式多样化的需求导致许多黑人作家跻身美国文学的主流。詹姆斯·鲍德温（1924年-1987年）在作品《乔万尼的房间》中表达了对种族主义的蔑视和对性解放运动的支持。拉尔夫·艾利森（1914年-1994年）在《隐形人》中以“隐形人”喻黑人文化在美国主流文化中的地位，将非裔美国人的境遇和现代社会中人类对自我身份认同的过程结合起来。

### 边缘人群
近些年来，美国出现了许多来自边缘人群的作家，他们的作品取得了振聋发聩的效果。例如J·D·塞林格的《麦田里的守望者》，是意识流小说中的杰作；莱斯莉·玛尔蒙·席尔柯（1948-）的小说《美国土生子》大量应用口语，并引入民间传说等元素；华裔作家谭恩美（1952-）在小说《喜福会》中讲述了她的父母早年在加州的经历。古巴裔作家奥斯卡·黑杰罗斯（1951-）的小说《曼波之王的情歌》荣膺1991年普利策文学奖。埃德蒙·怀特（1940-）所著的包括《一个男孩的故事》的系列小说反映了美国同性恋人群的欢乐与痛苦。近些年来，美国的一些黑人女作家大行其道。其中，托妮·莫里森（1931-）以其小说《宠儿》和一些其他作品赢得了1993年诺贝尔文学奖。她是第二位获此荣耀的美国女作家。

## 另見
- 偉大美國小說